# Encarna Touriño
Encarna Touriño es una deportista española que compitió en taekwondo. Ganó una medalla de plata en el Campeonato Europeo de Taekwondo de 1984 en la categoría de +73 kg.

## Palmarés internacional
| Campeonato Europeo | Campeonato Europeo | Campeonato Europeo | Campeonato Europeo |
| Año                | Lugar              | Medalla            | Categoría          |
| ------------------ | ------------------ | ------------------ | ------------------ |
| 1984               | Stuttgart (RFA)    | Medalla de plata   | +73 kg             |